# Dieffenbach-lès-Wœrth
Dieffenbach-lès-Wœrth (in tedesco Diefenbach bei Wörth) è un comune francese di 347 abitanti situato nel dipartimento del Basso Reno nella regione del Grand Est.

## Società

### Evoluzione demografica
Abitanti censiti